# Arani (Tiruvallur)
Arani è una suddivisione dell'India, classificata come town panchayat, di 12.577 abitanti, situata nel distretto di Tiruvallur, nello stato federato del Tamil Nadu. In base al numero di abitanti la città rientra nella classe IV (da 10.000 a 19.999 persone).

## Geografia fisica
La città è situata a 13° 21' 01 N e 80° 05' 33 E.

## Società

### Evoluzione demografica
Al censimento del 2001 la popolazione di Arani assommava a 12.577 persone, delle quali 6.294 maschi e 6.283 femmine. I bambini di età inferiore o uguale ai sei anni assommavano a 1.463, dei quali 753 maschi e 710 femmine. Infine, coloro che erano in grado di saper almeno leggere e scrivere erano 8.009, dei quali 4.555 maschi e 3.454 femmine.